# Vettio Agorio Pretestato
Vettio Agorio Pretestato (latino: Vettius Agorius Praetextatus; 320 circa – 384) è stato un politico e religioso romano di nobile famiglia senatoria.
Fu uno degli ultimi esponenti di rilievo della religione romana, che cercò di proteggere e custodire dall'avanzata del Cristianesimo; fu sacerdote e iniziato di molti culti, oltre che studioso di letteratura e filosofia.

## Fonti
La sua vita è nota principalmente attraverso le opere di Quinto Aurelio Simmaco, Ammiano Marcellino e da fonti epigrafiche.
Simmaco fu un importante esponente dell'aristocrazia senatoriale dell'epoca e il maggiore oratore del suo periodo. Di lui si è conservata un'ampia raccolta epistolare, discorsi e rapporti di servizio; attraverso questi è possibile capire che tra Simmaco e Pretestato c'era una profonda amicizia. Simmaco considerava Pretestato un ottimo magistrato e un uomo virtuoso.
Ammiano Marcellino (330 circa–390 circa) cita Pretestato in tre passaggi delle sue Res Gestae; a differenza degli altri esponenti dell'aristocrazia senatoriale, il giudizio di Ammiano su Pretestato è sempre favorevole, tanto che alcuni storici hanno ipotizzato che i due si conoscessero.
Esistono varie iscrizioni che citano Pretestato, tra cui le principali sono:
- CIL VI, 102: iscrizione sull'architrave del Portico degli Dei Consenti, eretta nel 367 circa, conservata in situ, attesta i lavori di restauro finanziati da Pretestato;
- CIL VI, 1777: base di statua a Pretestato eretta in un luogo privato, probabilmente la sua domus sull'Aventino, nel 384 circa, ritrovata nel vigneto di Sant'Alessio sull'Aventino e conservata murata in una scala a Palazzo Massimo alle Colonne, contiene l'elenco delle sue magistrature;
- CIL VI, 1778: base di statua postuma a Pretestato, eretta il 1 febbraio 387, luogo di origine sconosciuto, conservata a Palazzo Altemps, contiene titoli religiosi e magistrature;
- CIL VI, 1779: l'ara funeraria di Pretestato, eretta nel 384 circa dalla moglie Aconia Fabia Paulina, luogo di origine sconosciuto, conservata ai Musei Capitolini.

Altre informazioni sono fornite da alcune leggi che gli furono indirizzate in qualità di praefectus urbi e di prefetto del pretorio e conservate nel Codice teodosiano, alcune lettere indirizzategli dall'imperatore Valentiniano II e riguardanti una disputa religiosa e conservatesi nella Collectio Avellana.
Sofronio Eusebio Girolamo (347–420), teologo e polemista cristiano, conosceva l'ambiente aristocratico romano in quanto frequentava le matrone cristiane. Scrisse riguardo a Pretestato in due lettere e nella polemica Contra Ioannem Hierosolymitanum (397); il dolore causato dalla morte di Pretestato nelle persone del suo ambiente fu così grande che Girolamo fece eccezione alla sua pratica di non attaccare gli esponenti del paganesimo e scrisse in una lettera che Pretestato era nel Tartaro, all'inferno.
Una testimonianza di altro genere è quella di Ambrogio Teodosio Macrobio, che fece di Pretestato il protagonista dei Saturnalia, rappresentazione della rinascita pagana romana di quel periodo. L'opera fu però probabilmente composta cinquant'anni dopo la morte di Pretestato, quando la sua figura era stata ormai idealizzata.
Zosimo, storico della prima metà VI secolo che aveva tra le proprie fonti Eunapio ed Olimpiodoro di Tebe, parla nella sua Storia nuova di Pretestato come di un difensore dei culti ellenici in Grecia, mentre Giovanni Lido (seconda metà del VI secolo) riferisce di uno ierofante di nome Pretestato (anche se la sua identificazione non è certa).

## Biografia

### Origini familiari

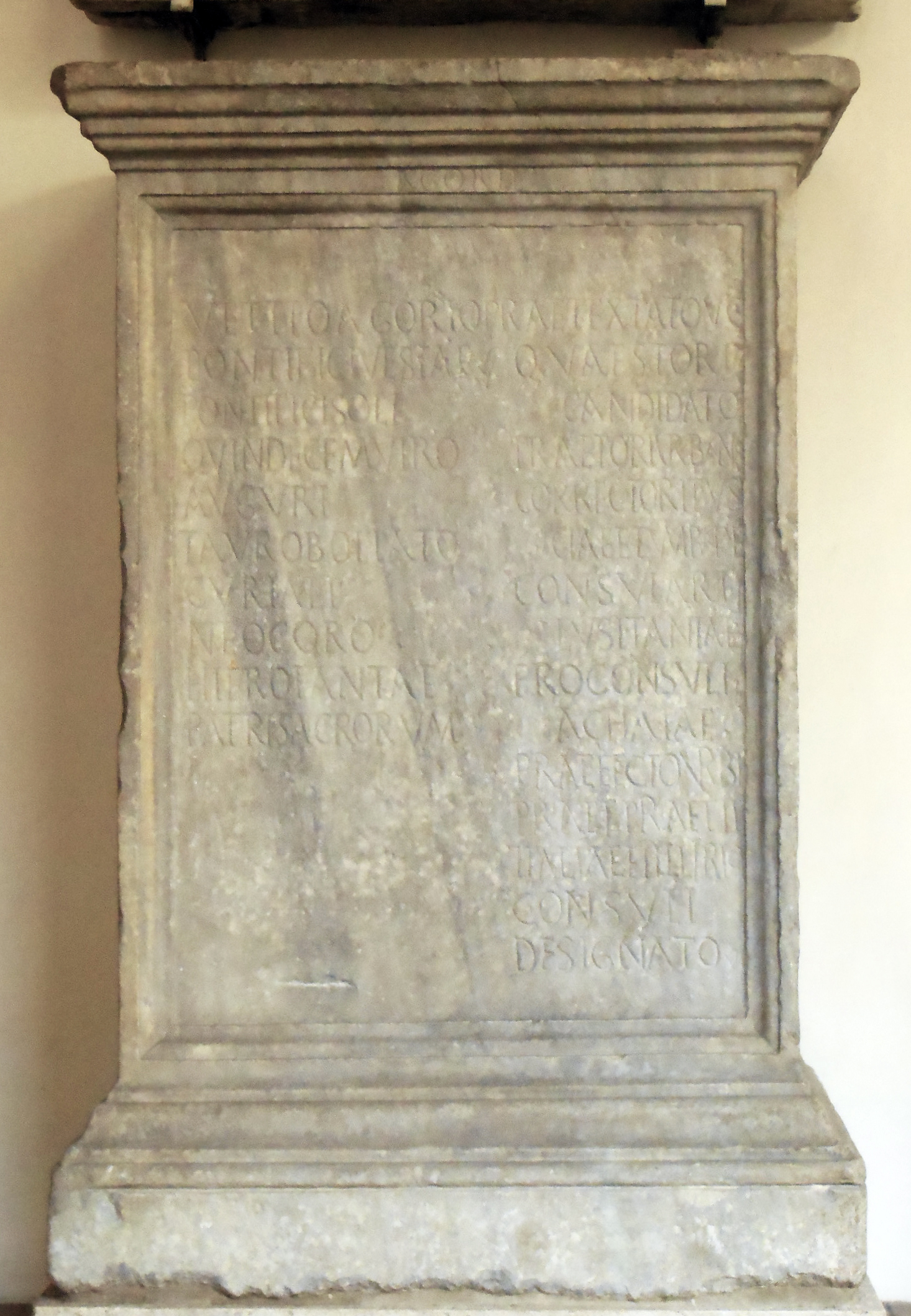
Base di statua con iscrizione dedicatoria elencante le cariche religiose e politiche di Vettio Agorio Pretestato, ora conservata a Palazzo Altemps.

La data di nascita di Pretestato non è nota, ma dalle fonti si evince che apparteneva alla generazione precedente a quella di Quinto Aurelio Simmaco (320 circa–402/403) e di Virio Nicomaco Flaviano (334–394), e che nel 384, anno della sua morte, era stato sposato ad Aconia Fabia Paulina da quaranta anni. Se Paulina fu la sua prima moglie e se Pretestato si sposò tra i venti e i venticinque anni, come usanza nell'aristocrazia romana dell'epoca, la sua data di nascita può essere fatta risalire al periodo tra il 314 e il 319. Sono state però proposte altre date, collocate tra il 310 e il 324, sulla base dell'identificazione di Pretestato con «Pretestato lo ierofante», che secondo Giovanni Lido prese parte in qualità di pontefice alla cerimonia di polismós durante la fondazione di Costantinopoli (nel 330 circa), insieme al filosofo neoplatonico Sopatro di Apamea; è infatti possibile che un aristocratico assumesse cariche sacerdotali in età giovanissima, e per di più è noto che Vettio Agorio Pretestato effettivamente ricoprì la carica di pontifex Vestae, ma questa identificazione non è certa.
L'identità dei famigliari di Pretestato è oggetto di congetture. Gaio Vettio Cossinio Rufino (praefectus urbi di Roma nel 315–316) potrebbe essere il padre di Pretestato, sia per ragioni onomastiche, sia perché ricoprì diverse cariche poi ricoperte da Pretestato (corrector Tusciae et Umbriae, proconsul Achaiae, pontifex Solis e augur): nelle famiglie dell'aristocrazia senatoriale romana era comune che le cariche politiche, amministrative e religiose fossero ricoperte dai padri e successivamente dai figli. Però l'identificazione di Cossinio Rufino come padre di Pretestato è messa in dubbio dal fatto che passino oltre cinquant'anni tra le rispettive reggenze della prefettura urbana (Pretestato fu praefectus urbi nel 367), cosa difficile da spiegare per padre e figlio; è stato allora proposto che Cossinio Rufino fosse il padre di Vettio Rufino (console nel 323) e questi il padre di Pretestato.
Malgrado i dubbi sull'identità di suo padre, è comunque certo che la famiglia di Pretestato fosse antica e nobile, e come tale Agorio aveva una rete di rapporti con altri esponenti dell'aristocrazia senatoriale. Questa rete di amicizie, utilizzata anche per ottenere vantaggi, comprendeva certamente Quinto Aurelio Simmaco e suo padre Lucio Aurelio Avianio Simmaco, Virio Nicomaco Flaviano e, probabilmente, i senatori Volusio Venusto e Minervio. È all'interno di queste alleanze tra famiglie di rango senatoriale che va collocato il matrimonio tra Pretestato e Aconia Fabia Paulina, avvenuto intorno al 344 se nel 384 erano passati quaranta anni; Paulina era infatti figlia di Fabio Aconio Catullino Filomazio, praefectus urbi del 342-344 e console del 349. I due ebbero almeno un figlio, citato nel poema funebre e che fece incidere sulla base di una statua del padre, poco dopo la sua morte, nella loro casa sull'Aventino (nei pressi della basilica di Sant'Alessio). Anche se gli storici lo identificano con un figlio maschio, potrebbe essere anche una figlia, forse identificabile con la Pretestata citata da Girolamo. Il console del 527, Vettio Agorio Basilio Mavorzio, che con Pretestato condivise oltre ai nomi l'interesse per la letteratura, potrebbe essere stato il suo pronipote.

### Carriera politica e religiosa
L'ara funeraria di Pretestato e di sua moglie Aconia Fabia Paulina, ora ai Musei Capitolini, riporta il cursus di Pretestato.
In campo religioso ricoprì le cariche di pontefice di Vesta e del Sole, augure, curiale di Ercole. Partecipò ai culti della Magna Mater (tauroboliatus), di Mitra (raggiungendo il rango di pater sacrorum e ricoprendo il ruolo di pater patrum, cioè autorità centrale del culto mitraico), e di Ecate (ierofante); fu anche iniziato ai misteri di Dioniso e a quelli eleusini di Demetra e Kore (sacratus Libero et Eleusiniis), e partecipò ai misteri di Iside e Serapide (neocoro).
In campo politico fu questore, corrector Tusciae et Umbriae, consularis (governatore) della Lusitania, proconsole di Acaia, praefectus urbi (367-368); nel 384 fu Prefetto del pretorio d'Italia e Illirico, nonché console eletto per il 385, carica che non ricoprì mai in quanto morì nel tardo 384.
Durante il suo mandato di praefectus urbi restituì al vescovo di Roma Damaso la basilica di Sicinino e fece espellere l'altro vescovo Ursino da Roma, riportandovi la pace, sebbene garantisse un'amnistia ai suoi seguaci. La sua amministrazione della giustizia fu molto lodata; fece rimuovere le strutture private costruite sui templi pagani (balconi, colonnati, piani rialzati, nel loro complesso detti maeniana) e diffuse in tutta la città pesi e misure controllate e uniformi. Restaurò il Portico degli Dei Consenti nel Foro.
Dopo la sua morte l'imperatore chiese al Senato romano una copia di tutti i suoi discorsi, mentre le Vestali proposero all'imperatore di erigergli delle statue.

### Sostegno del paganesimo romano

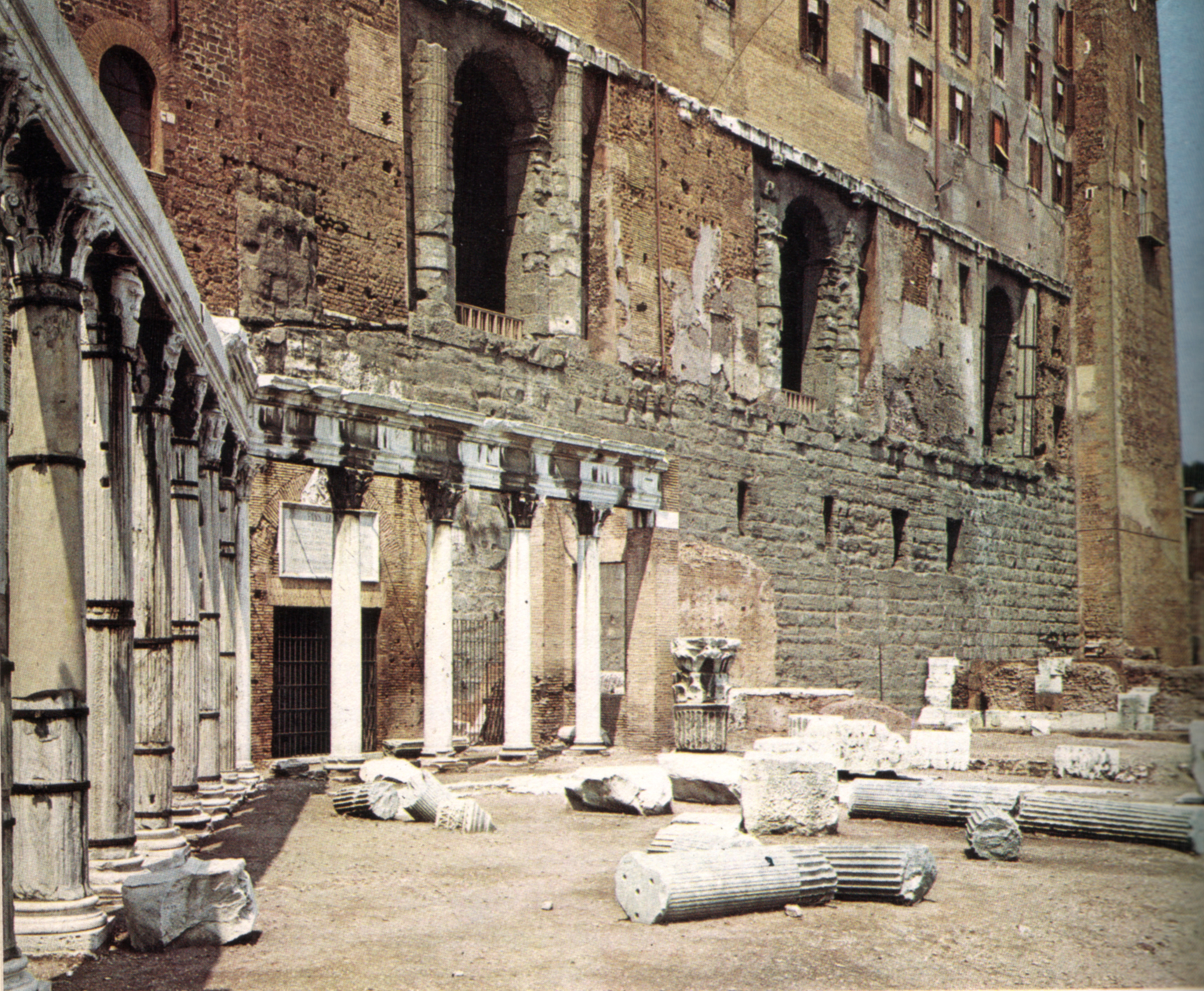
Il Portico degli Dei Consenti nel Foro Romano; fu fatto restaurare nel 367 da Pretestato, che riorganizzò anche il culto agli Dei Consenti.

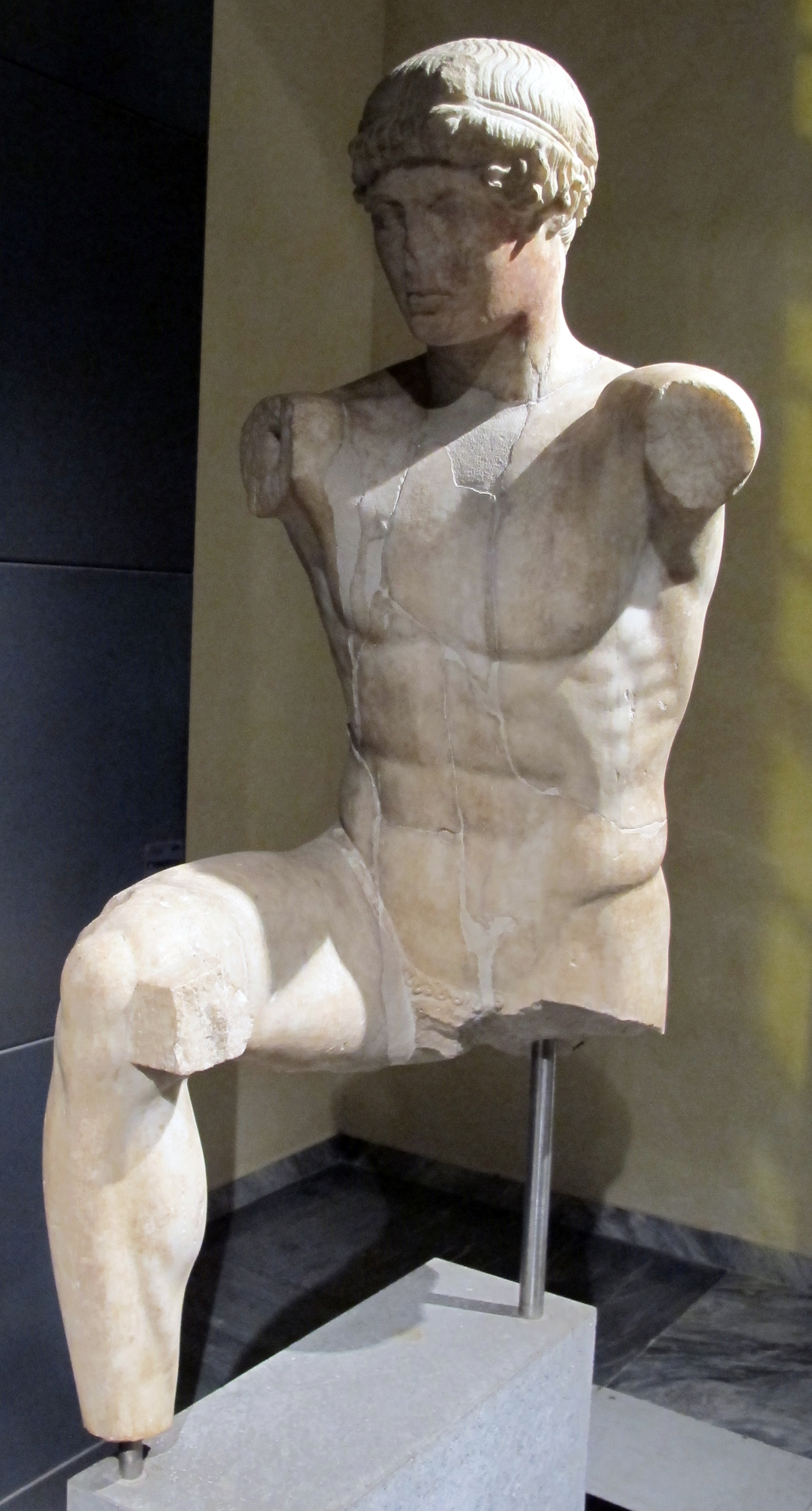
Auriga dell'Esquilino, gruppo marmoreo ritrovato nei pressi della domus di Pretestato e Paulina sull'Esquilino

Pretestato fu uno degli ultimi difensori della religione romana durante la tarda antichità. Come proconsole di Acaia si appellò contro l'editto di Valentiniano I che proibiva i sacrifici notturni durante i Misteri, affermando che avrebbe reso impossibile la vita ai pagani: Valentiniano allora ritirò il provvedimento.
Come praefectus urbi curò il rifacimento delle statue e del culto nel Portico degli Dei Consenti nel Foro Romano, l'ultimo grande monumento dedicato a Roma al culto pagano; sebbene si trattasse di un semplice restauro delle strutture danneggiate e di un rinnovamento dei culti, la scelta era altamente simbolica, in quanto gli Dei Consenti erano i protettori celesti della classe senatoriale, e in quanto tale furono forse intesi come contraltare alla figura dell'imperatore. Sull'architrave dell'edificio fece incidere una dedica:
(CIL VI, 102)
In qualità di Prefetto del pretorio diede inizio ad indagini su casi di demolizione di templi in Italia per mano di cristiani. Era devoto del culto di Vesta, come pure lo era la moglie.
Fu amico di un altro esponente dell'aristocrazia pagana romana, Quinto Aurelio Simmaco, che ebbe con lui uno scambio epistolare parzialmente conservatosi, mentre riguardo ai suoi rapporti con i cristiani, è noto che una volta Pretestato ebbe a dire ironicamente al vescovo Damaso «eleggetemi vescovo di Roma, e mi farò cristiano».

### Residenze

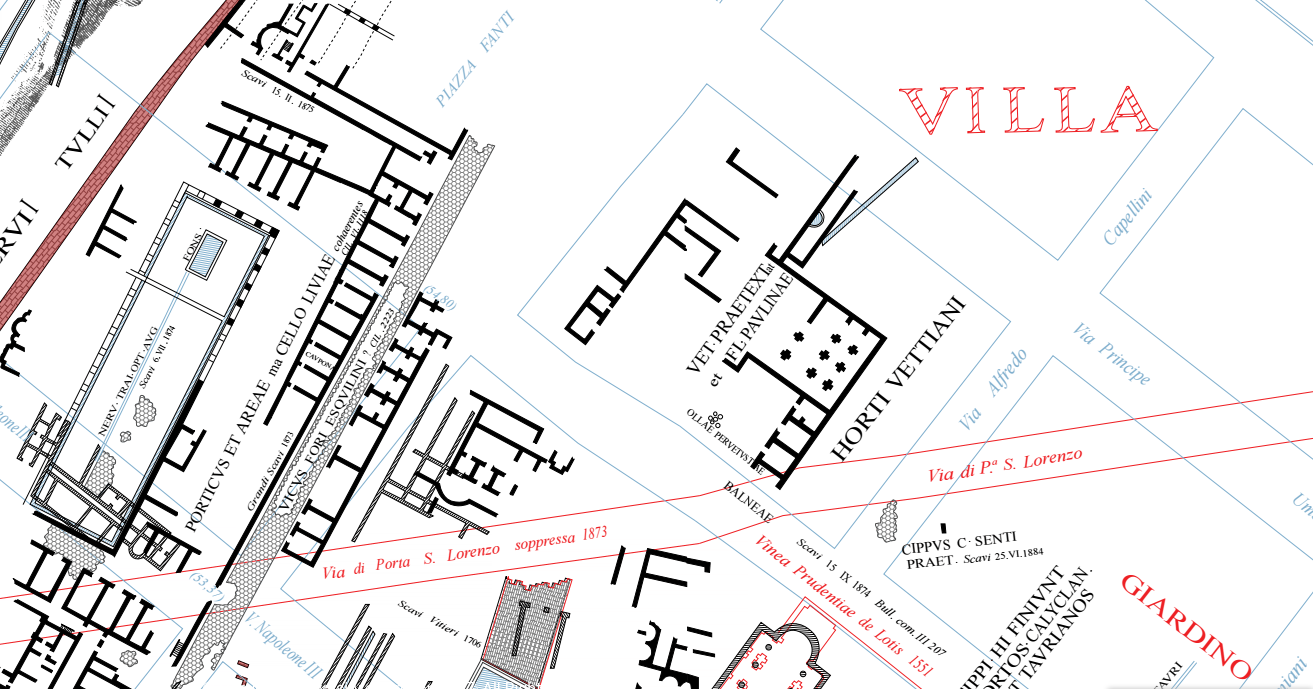
Porzione della Forma Urbis Romae di Rodolfo Lanciani raffigurante la domus di Pretestato sull'Esquilino

Pretestato e Paulina avevano una domus sull'Esquilino a Roma nella zona tra via Merulana e via dell'Arco di San Vito, nei pressi dell'attuale Palazzo Brancaccio. I giardini che circondavano l'abitazione, gli Horti Vettiani, si estendevano fino all'attuale stazione ferroviaria di Roma Termini. I ritrovamenti archeologici effettuati in questa area hanno riportato alla luce diversi monumenti riconducibili alla famiglia di Pretestato. Tra queste vi è la base di una statua recante la dedica a Celia Concordia, una delle ultime sacerdotesse di Vesta, che aveva innalzato una statua a Pretestato dopo la sua morte; questa statua fu oggetto di opposizione da parte Simmaco, che scrisse una lettera a Flaviano dicendo di essere contrario alla sua erezione da parte delle Vestali, in quanto queste non avevano mai eretto un monumento ad un uomo, benché pontifex maximus. Nel corso di alcuni scavi di un muro di contenimento, fu trovata una serie di fistulae con i nomi di Pretestato e di sua moglie Paulina, oltre che i ritratti di Adriano e di sua moglie Vibia Sabina, i due crateri marmorei (uno di stile arcaistico raffigurante le nozze di Elena e Paride, l'altro con una vivace raffigurazione di un corteggio dionisiaco) e una testa colossale di Baccante; nella stessa occasione fu ritrovato anche l'Auriga dell'Esquilino, che forma, dopo la ricongiunzione con una statua di cavallo rinvenuta a qualche centinaio di metri di distanza in un altro muro, un notevole gruppo scultoreo databile in età giulio-claudia.
Una seconda domus si trovava sull'Aventino, nei pressi della basilica di Sant'Alessio; nel XVI secolo, nel corso di alcuni scavi nelle vigne della chiesa, fu ritrovata la base della statua dedicata a Pretestato probabilmente dal figlio.

## Letteratura
Pretestato pubblicò la versione latina degli Analitici di Aristotele, nell'adattamento scritto dal filosofo Temistio. Oltre a questo collaborò con altri esponenti del circolo di Quinto Aurelio Simmaco e Virio Nicomaco Flaviano all'emendamento e alla trasmissione dei testi della cultura romana tradizionale.
È inoltre il personaggio principale dei Saturnalia di Ambrogio Teodosio Macrobio.